# مارك ديفيس (لاعب كرة سلة مواليد 1963)
مارك ديفيس (بالإنجليزية: Mark Davis)‏ مواليد 8 يونيو 1963 في تشيسابيك، هو لاعب كرة سلة أمريكي معتزل. تم اختياره من قبل فريق كليفلاند كافالييرز خلال الدرافت. يبلغ طوله 6 قدم 6 بوصة (2.0 م).

## المسيرة الاحترافية
لعب مع ميلووكي باكز في سنة 1988، ثم لعب مع فينيكس صنز في موسم 1988–1989، ثم لعب مع ميلووكي باكز في سنة 1989، ثم لعب مع نادي سرقسطة لكرة السلة في الدوري الإسباني من سنة 1989 إلى 1991.

## روابط خارجية
- مارك ديفيس على موقع إن بي أي (الإنجليزية)
- مارك ديفيس على موقع سبورتس رفرنس (الإنجليزية)
- مارك ديفيس على موقع الدوري الإسباني لكرة السلة (الإسبانية)
- مارك ديفيس على موقع كرة السلة الأوروبية.كوم (الإنجليزية)
- مارك ديفيس على موقع كلية كرة السلة في سبورتس رفرنس.كوم (الإنجليزية)
- مارك ديفيس على موقع ريلجم (الإنجليزية)
- مارك ديفيس على موقع سبورتس رفرنس (الإنجليزية)